# Honkaluodot (ö, lat 62,09, long 28,68)
Honkaluodot är en halvö i Finland. Den ligger i sjön Haukivesi och i kommunen Nyslott i  landskapet Södra Savolax, i den sydöstra delen av landet, 290 km nordost om huvudstaden Helsingfors. Notera att namnet antyder att det är fråga om flera öar.